# Presidente Kubitschek
Presidente Kubitschek est une municipalité brésilienne de l'État du Minas Gerais et la microrégion de Diamantina.